# Encontro da Nova Consciência
O Encontro da Nova Consciência é um evento anual realizado desde 1992 durante o período de carnaval na cidade paraibana de Campina Grande. Inicialmente concebido como um fórum para promover o desenvolvimento pessoal e espiritual através de práticas meditativas, filosofias orientais e diálogo inter-religioso, o encontro ganhou relevância ao longo dos anos por seu compromisso com a cultura de paz, desenvolvimento sustentável e inclusão racional. O evento insere-se no Carnaval da Paz, iniciativa da prefeitura de Campina Grande que reúne na cidade, durante período carnavalesco, encontros religiosos e filosóficos.
A partir de 2004, a organização do evento foi assumida pela Organização Nova Consciência, entidade que ampliou suas atividades e parcerias visando consolidar o encontro como um espaço de reflexão e troca de experiências sobre temas contemporâneos e espirituais. No entanto, nos últimos anos, o evento enfrentou desafios significativos devido a disputas religiosas na cidade e a crescente visibilidade e apoio dado a eventos de cunho cristão durante o mesmo período, o que impactou sua frequência e organização.
Apesar das dificuldades, o Encontro da Nova Consciência de Campina Grande continua a ser um importante ponto de encontro para aqueles interessados em explorar diferentes tradições espirituais, promover o entendimento interreligioso e buscar soluções sustentáveis para desafios contemporâneos. Seu compromisso com a cultura de paz e inclusão racional reflete-se na diversidade de temas abordados e na busca por um desenvolvimento integral e consciente da sociedade.